# Locuri în inimă
Locuri în inimă (titlul original: în engleză Places in the Heart) este un film dramatic american, realizat în 1984 de regizorul Robert Benton, protagoniști fiind actorii Sally Field, Lindsay Crouse, Danny Glover și John Malkovich. 

## Conținut
Acțiunea filmului se desfășoară în Waxahachie, Texas, în anul 1935. Edna Spalding locuiește la o fermă cu soțul ei Royce. Într-o seară Royce, care este șeriful local, este chemat pentru scandalul iscat de un bărbat negru și accidental este împușcat mortal de acesta. De acum înainte Edna trebuie singură să aibă grijă de copiii săi Possum și Frank, dar în același timp o apasă și problemele financiare. 
Albert Denby, bancherul, insistă asupra rambursării împrumutului restant și o sfătuiește pe Edna să vândă ferma. Văduva refuză, iar Moses, muncitorul negru care o ajută la fermă, o sfătuiește să cultive bumbac, el fiind priceput la așa ceva. Ea îi urmează sfatul, iar Denby cedează pe moment, cu condiția ca Edna să-l ia la ea și să îl îngrijească pe fratele său vitreg Will, care a orbit în timpul Primului Război Mondial. Moses rămăsese la ferma Ednei printr-o întâmplare. Neavând bani să-l poată plăti pentru micile sale munci, Edna îl răsplătea dându-i de mâncare. Nemulțumit, Moze i-a fuurat câteva tacâmuri de argint, dar fiind prins și adus de șerif să fie recunoscută hoția, Edna a spus că ea i le-a dat ca plată.
Will se arată de la început a fi un ajutor priceput, iar copii Ednei s-au atașat repede de el. Edna continuă să se lupte cu dificultățile sale financiare. Nici sora ei Margret Lomax, care conduce un salon de înfrumusețare, nici soțul ei nu pot să o ajute financiar. Are o fiică mică de crescut și se confruntă cu escapadele soțului ei Wayne, cât și cu propria sărăcie...

## Distribuție
- Sally Field – Edna Spalding
- Ray Baker – Sheriff Royce Spalding
- Yankton Hatten – Frank Spalding
- Gennie James – Possum Spalding
- Lindsay Crouse – Margaret Lomax
- Danny Glover – Moses „Moze” Hadner
- John Malkovich – domnul Will
- Ed Harris – Wayne Lomax
- Amy Madigan – Viola Kelsey
- Lane Smith – Albert Denby
- Terry O'Quinn – Buddy Kelsey
- Bert Remsen – Tee Tot Hightower
- Jay Patterson – W.E. Simmons
- Toni Hudson – Ermine
- De'voreaux White – Wylie
- Jerry Haynes – Deputy Jack Driscoll

## Premii și nominalizări
- Oscar 1985 - Premiile Oscar
  - Cea mai bună actriță lui Sally Field
  - Cel mai bun scenariu original lui Robert Benton
  - Nominalizare la Cel mai bun film lui Arlene Donovan
  - Nominalizare la Cel mai bun regizor lui Robert Benton
  - Nominalizare la Cel mai bun actor în rol secundar lui John Malkovich
  - Nominalizare la Cea mai bună actriță în rol secundar lui Lindsay Crouse
  - Nominalizare la Cele mai bune costume lui Ann Roth
- 1985 - Globul de Aur
  - Cea mai bună actriță (dramă) lui Sally Field
  - Nominalizare la Cel mai bun film dramatic
  - Nominalizare la Cel mai bun scenariu pentru Robert Benton
- 1984 - National Board of Review
  - Cel mai bun actor în rol secundar lui John Malkovich
- 1985 - Kansas City Film Critics Circle Awards
  - Cel mai bun actor în rol secundar lui John Malkovich
- 1985 - Festivalul Internațional de Film de la Berlin
  - Cel mai bun regizor lui Robert Benton
  - Nominalizare Ursul de Aur pentru Robert Benton
- 1984 - New York Film Critics Circle Award
  - Cel mai bun scenariu lui Robert Benton